# Hessischer Radfernweg R8
De Hessische Radfernweg R8 is een fietsroute in de Duitse deelstaat Hessen met een lengte van ongeveer 310 kilometer. 
De route begint in Frankenberg en gaat door het Lahn-Dill-Bergland, door de Westerwald, door de Taunus, door Frankfurt, door de Odenwald tot de Bergstraße achter Heppenheim.

## Bezienswaardigheden

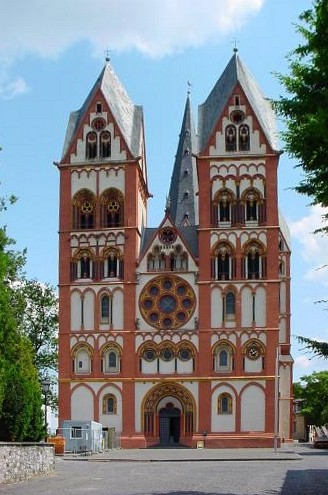

- Oranje-Nassaustadt Dillenburg
- Limburger Dom
- Bergstraße
- Mathildenhöhe

## Steden en gemeenten onderweg
Frankenberg (Eder) – Battenberg – Breidenbach – Eschenburg – Dillenburg – Herborn – Driedorf – Mengerskirchen – Waldbrunn (Westerwald) – Hadamar – Elz – Limburg an der Lahn – Selters – Bad Camberg – Idstein – Frankfurt-Höchst – Neu-Isenburg – Darmstadt – Zwingenberg – Bensheim – Heppenheim.

## Verharding
- 67 % asfaltwegen
- 16 % bos en veldwegen
- 9 % andere wegverharding.

## Kruispunt met andere fietsroutes
- Frankenberg:
  - Ederradweg
  - Hessischer Radfernweg R6
- Wallau (Lahn):
  - Hessischer Radfernweg R2 – langs Lahn, Fulda, Lüder und Lauter in richting Vogelsberg/Spessart
  - Lahnradweg – langs de Lahn naar Lahnstein
  - Seenradweg - Door het Lahn-Dill-Bergland naar de Aartalsee
- Limburg:
  - Lahnradweg
  - Hessischer Radfernweg R7
- Idstein:
  - Hessischer Radfernweg R6
- Frankfurt-Höchst
  - EuroVelo EV4 Midden-Europaroute
  - Hessischer Radfernweg R3
  - Mainradweg
- Heppenheim:
  - Hessischer Radfernweg R9

## Hessischer Radfernwegen
In 1992 zijn in de deelstaat Hessen 9 Hessischer Radfernwegen uitgezet welke allen bewegwijzerd zijn. Naast de R8 zijn dit:
- R1 van Mosbach naar Hannoversch Münden
- R2 van Bad Laasphe naar Sinntal
- R3 van Rüdesheim am Rhein naar Tann
- R4 van Bad Karlshafen naar Hirschhorn
- R5 van Willingen naar Eschwege
- R6 van Diemelstadt naar Lampertheim
- R7 van Limburg an der Lahn naar Philippsthal
- R9 van Worms naar Obernburg am Main